# Ixora balinensis
Ixora balinensis är en måreväxtart som beskrevs av Cornelis Eliza Bertus Bremekamp. Ixora balinensis ingår i släktet Ixora och familjen måreväxter. Inga underarter finns listade i Catalogue of Life.